# Monumente funerare sau religioase
Monumentele funerare sunt in general construite din roci sau materiale compozite, cel mai adesea folosindu-se
marmura sau granitul.
Ele sunt dedicate persoanelor decedate in vederea pastrarii unor amintiri , date sau memorii .
Monumentele funerare se mai numesc si monumente tombale acestea fiind de diverse forme si dimensiuni in functie de religie, nationalitate si preferinte . 
Monumentele din granit sunt de o duritate mult superioara fata de cele de marmura, pastrandu-si suprafata lucioasa mult mai mult timp iar patarea sau modificarea nuantei realizandu-se mult mai greu.

De aceea in general sculpturile se fac din blocuri de marmura si nu de granit fiind mult mai usor de lucrat si de modelat . 

## Menhiri
Sunt blocuri mari dintr-o singură bucată de piatră, înfiptă în pământ. S-au descoperit menhiri în Franța, la Locmariaquer, înăLțimea de 20,5 m și greutatea de 347.000 kg. În Siria sunt menhiri, în cariera de la Balbeck, unde un menhir are o greutate de 1.500.000 kg.

## Cronilehuri
Reprezintă un grup de menhiri așezați în cerc. De exemplu, în Franța, la El-Lanic, un cronileh are diametrul de 55-60 m.

## Dolmeni
Sunt edificii funerare acoperite, alcătuite din blocuri de piatră ce măsoară 100.000 kg. Ipoteze privind originea dolmenilor:
- primii dolmeni apar în Egipt și Mesopotamia (intâlnim primele licăriri de civilizație)
- Europa-civilizația mediteraneană are ca punct de plecare aceste monumente funerare.